# Pierre Goldman
Pierre Goldman (Lione, 22 giugno 1944 – Parigi, 20 settembre 1979) è stato un militante di sinistra, responsabile di molte rapine negli anni settanta, ucciso in circostanze misteriose, probabilmente da uno squadrone della morte del GAL.

## Biografia

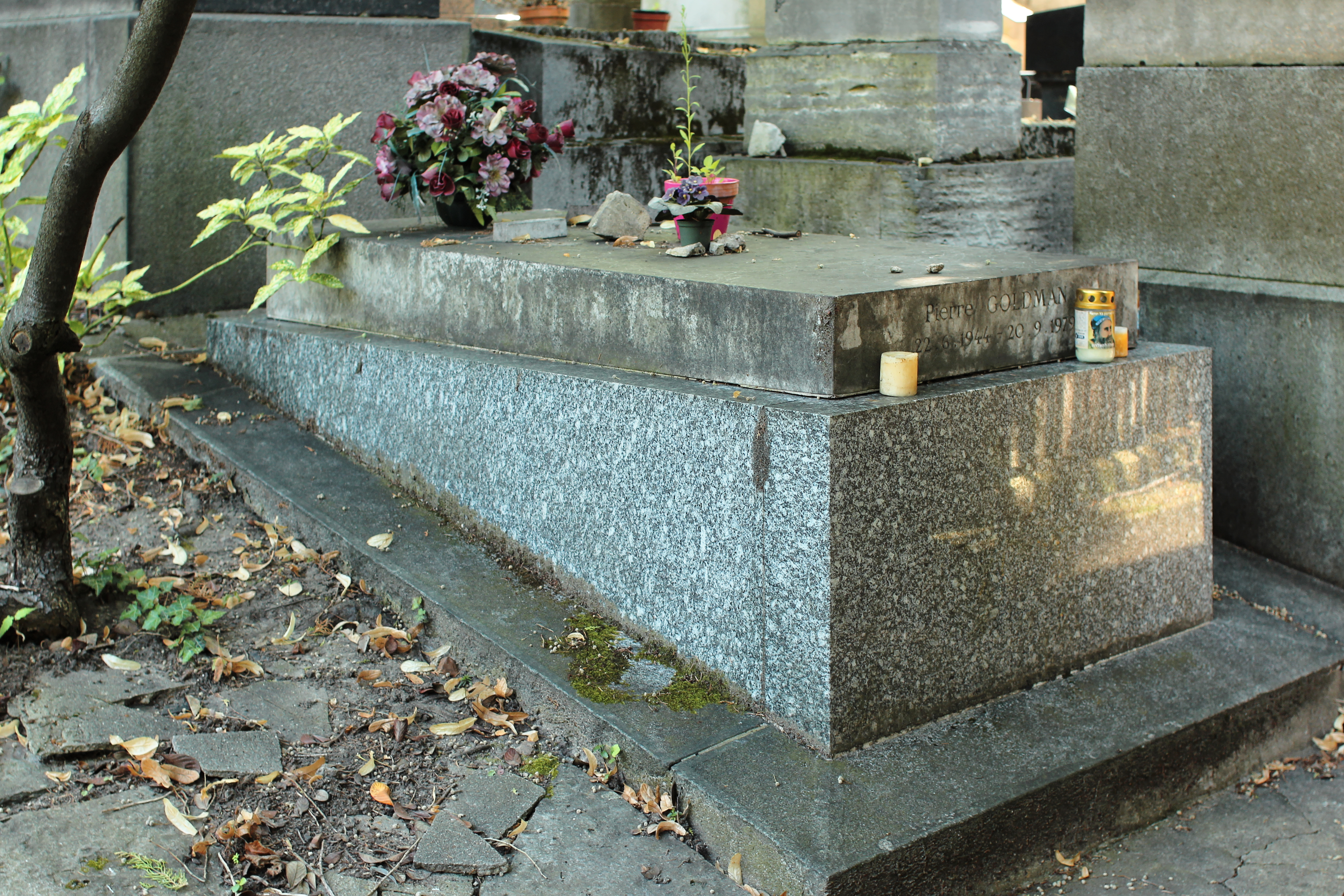
La tomba di Pierre Goldman, Parigi

Era figlio del partigiano ebreo polacco, eroe della Resistenza francese, Alter Mojze Goldman e fratellastro del celebre cantautore Jean-Jacques Goldman. Disertore del servizio militare, fuggì a Cuba dove entrò in contatto con Fidel Castro, per poi lasciare l'isola dopo la morte di Che Guevara ed unirsi ai guerriglieri venezuelani. Perso il sostegno economico di Cuba, nel 1969 con la guerriglia FALN prese parte alla rapina alla Royal Bank of Canada a Puerto La Cruz, rubando 2,6 milioni di bolívar (fu la rapina più grossa dell'anno); l'unico del commando a non essere identificato, scappò e tornò in Francia.
Tornato in patria, per vivere iniziò a rapinare farmacie e piccoli negozi, fino a venir arrestato a Parigi per un omicidio da lui sempre negato. Il suo caso trovò il sostegno e la vicinanza di molti intellettuali, che firmeranno per lui una petizione; fra questi c'è anche Maxime Le Forestier, che gli dedicò una canzone. Assolto per l'omicidio, venne condannato per le altre rapine. In prigione studiò filosofia e scrisse un libro che incontrò il favore di Simone Signoret, Françoise Sagan e Jean-Paul Sartre. Uscito per buona condotta, iniziò a lavorare per Les Temps Modernes e Libération.
Il 20 settembre 1979 venne ucciso a Parigi e il suo omicidio venne rivendicato da uno sconosciuto gruppo d'estrema destra. Al suo funerale hanno partecipato 15.000 persone. Gli assassini non sono mai stati trovati, ma la tesi più accreditata è quella di un'esecuzione ad opera della criminalità organizzata di Marsiglia, sotto il controllo dei GAL (Grupos Antiterroristas de Liberación), uno squadrone della morte organizzato dagli agenti spagnoli per combattere l'ETA, con cui probabilmente Pierre Goldman stava collaborando per ottenere armi. Altri però sostengono che l'omicidio sia stato organizzato dai servizi segreti francesi dello SDECE.

## Nei media
Nel 2023 è uscito il film Il caso Goldman, che ne ripercorre il processo; Goldman è interpretato dall'attore belga Arieh Worthalter.